# Dmitri Lobanov-Rostovski
Le prince Dmitri Ivanovitch Lobanov-Rostovski (en russe : Дмитрий Иванович Лобанов-Ростовский ; 1758-1838) est un homme politique russe. Il fut ministre de la Justice du 25 août 1817 au 18 octobre 1827, gouverneur de Saint-Pétersbourg du 12 janvier 1808 au 12 février 1809.
Descendant du prince Rurik, Dmitri Lobanov-Rostovski fut l'un des grands nobles russes fréquentant la Cour de Catherine II de Russie. Après la défaite de l'armée impériale de Russie à la bataille de Friedland le 14 juin 1807, La Russie demanda l'armistice. Le document fut signé le 30 juin 1817 par le maréchal Berthier pour la France et le prince Lobanov-Rostovski pour la Russie. Avec le prince Alexandre Kourakine, il participa aux négociations et à la signature du traité de Tilsit signé le (7 juillet au 9 juillet 1807).